# 1817 en arts plastiques
| Années des arts plastiques : 1814 - 1815 - 1816 - 1817 - 1818 - 1819 - 1820    |
| Décennies des arts plastiques : 1780 - 1790 - 1800 - 1810 - 1820 - 1830 - 1840 |

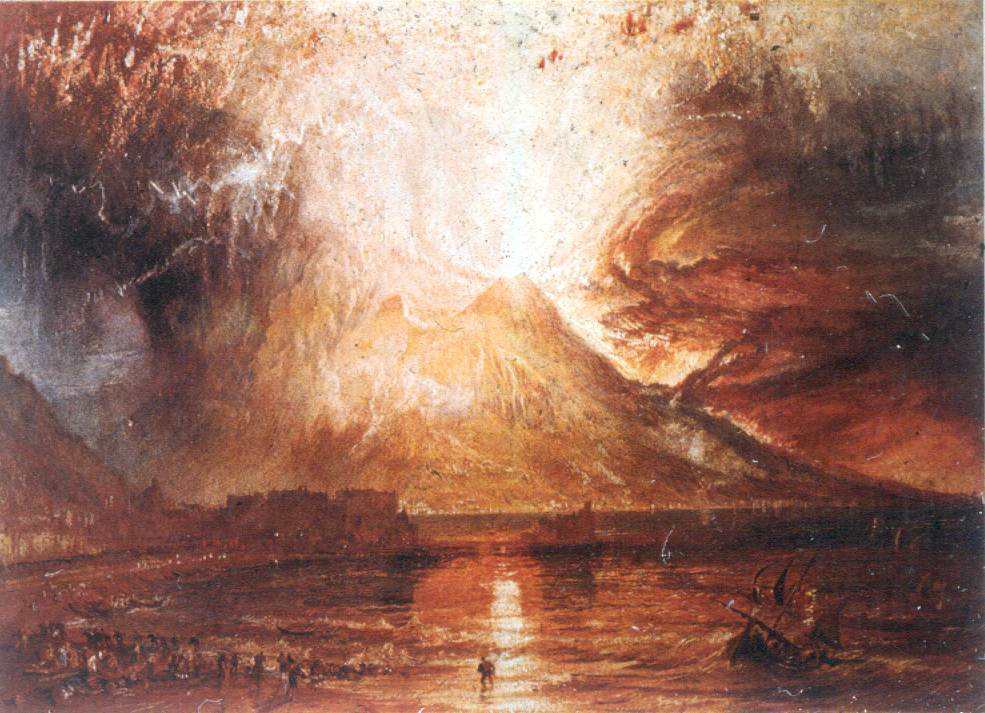
Eruption du Vesuve, de Turner.

Cette page concerne l'année 1817 en arts plastiques.

## Œuvres
- Fruits dans une coupe d'albâtre, huile sur toile d'Antoine Berjon, musée des Beaux-Arts de Lyon

## Naissances
- 1er janvier : Georges Bouet, peintre et archéologue français († 4 septembre 1890),
- 6 janvier : Jean Henri Chouppe, peintre, aquarelliste et lithographe français († 28 mars 1894),
- 14 janvier : Charles-Henri Michel, peintre, dessinateur et pastelliste français († 6 janvier 1905),
- 17 janvier : Eugène Lagier, peintre français († 27 mai 1892),
- 22 janvier : Eugen Adam, peintre allemand († 6 juin 1880),
- 30 janvier : Adolphe Yvon, peintre français († 11 septembre 1893),

- 9 février : Eugenio Lucas Velázquez, peintre espagnol († 11 septembre 1870),
- 12 février : Socrate Vorobiov, peintre paysagiste et graveur russe († 9 septembre 1888),
- 15 février : Charles-François Daubigny, peintre français († 19 février 1878),
- 19 février : Gabriel Tyr, peintre français († 16 février 1868),
- 23 février : George Frederic Watts, peintre et sculpteur britannique († 1er juillet 1904),
- 27 février : Alexandre Robert, peintre et portraitiste belge († 13 décembre 1890),
- 28 février : Walter Hood Fitch, illustrateur botanique britannique († 14 janvier 1892),

- 6 mars : Nicolas Swertschkoff, peintre russe († 25 juillet 1898),
- 7 mars :
  - Alexandre Antigna, peintre français († 26 février 1878),
  - Louis-Auguste Moreaux, peintre franco-brésilien († 30 octobre 1877),
- 9 mars : Anna Rimbaut-Borrel, peintre française († 13 octobre 1842) ;

- 7 avril : Philip John Ouless, peintre, aquarelliste, paysagiste et portraitiste jersiais († 22 juin 1885),
- ? avril : Otto Mengelberg, peintre et graveur allemand († 28 mai 1890),

- 11 mai : Léon Désiré Alexandre, peintre français († 17 février 1886),
- 20 mai : Marcel Verdier, peintre français († 1856),

- 4 juin : Édouard Lacretelle, peintre français († 3 mai 1900),
- 14 juin : Charles-Auguste Fraikin, sculpteur belge († 22 novembre 1893),
- 15 juin : Enrico Pollastrini, peintre italien († 12 janvier 1876),
- 26 juin : Branwell Brontë, peintre et écrivain britannique († 24 septembre 1848),

- 3 juillet : Léon Bouchaud, peintre français († 14 juillet 1868),
- 5 juillet : Hippolyte Lazerges, peintre orientaliste et compositeur français († 24 octobre 1887),
- 29 juillet : Ivan Aïvazovski, peintre russe d'origine arménienne († 5 mai 1900),
- 30 juillet : Augustin Lamy, peintre français († 19 septembre 1898),

- 4 août : Dominique Antoine Magaud, peintre français († 23 décembre 1899),
- 17 août : Julius Lange, peintre allemand († 25 juin 1878),
- 18 août : Victor Petit, dessinateur et lithographe français († 8 octobre 1871),

- 5 septembre : Frédéric Legrip, peintre et lithographe français († 2 décembre 1871),
- 7 septembre : Richard Morrell Staigg, peintre portraitiste américain († 11 octobre 1881),

- 11 octobre : Étienne-Antoine Parrocel, peintre et écrivain français († 27 novembre 1896),
- 31 octobre : Friedrich Voltz, peintre allemand († 25 juin 1886),

- 3 novembre : Ernest Hébert, peintre français († 5 novembre 1908),
- 22 novembre : François Bonvin, peintre et graveur français († 19 décembre 1887),

- 29 décembre : Louis Hector Pron, peintre français († 5 novembre 1902),

date inconnue
- Joseph Bettannier, dessinateur et lithographe français († après 1877),
- Joaquín Domínguez Bécquer, peintre espagnol († 26 juillet 1879),
- ou 15 avril 1811, Katarina Ivanović, peintre serbe († 22 septembre 1882),
- Francesco Monachesi, peintre italien († 1910),
- Raffaele Spanò, peintre italien († 1863).

## Décès
- 23 janvier : Antoine Brice, peintre belge (° 26 mai 1752),
- 16 avril : Martin Drolling, peintre français (° 19 septembre 1752),
- 20 avril : Louis-Bernard Coclers, peintre, actif à Liège, à Rome, en Hollande et à Paris (° 5 mai 1741),
- mai : Ignaz Sebastian Klauber, graveur sur cuivre allemand (° 2 janvier 1753),
- 9 juillet : Jean-Antoine-Théodore Giroust, peintre français (° 10 novembre 1753),
- 8 novembre : Andrea Appiani, peintre italien (° 31 mai 1754),
- 8 décembre : Carlo Labruzzi, peintre et graveur italien (° 6 novembre 1748),

date inconnue
- Claude Hoin, peintre français (° 25 juin 1750),
- Simeon Lazović, peintre serbe (° vers 1745).